# Joseph Meyer
Joseph Meyer, född den 9 maj 1796 i Gotha, död den 27 juni 1856 i Hildburghausen, var en tysk bokförläggare och skapare av industriella företag, bror till Heinrich August Wilhelm Meyer, far till Herrmann Julius Meyer.
Meyer var 1810–19 köpman i London, grundlade 1820 i sin hemstad en förlagsbokhandel, "Bibliographisches Institut", och överflyttade 1828 med denna till Hildburghausen. Ur hans storartade förlagsverksamhet utgick bland annat en mängd olika bibelupplagor, ett bibliotek av äldre tyska klassiker, ett folkbibliotek för naturkunnighet, ett historiskt bibliotek, åtskilliga kartverk och konstgallerier, det frisinnade illustrerade arbetet "Universum" (40 band, 1833–63), som på 1830-talet hade 80 000 abonnenter och efter hand utkom på 12 språk, samt "Das grosse Conversationslexicon für die gebildeten Stände" (52 band, 1840–55). Meyer kan sägas ha infört bruket av subskription i stor skala och av förlagsartiklars utgivning häftevis. Han inlade även stora förtjänster om befordrandet av inhemsk tysk industri, i synnerhet järnindustri, samt om järnvägsanläggningar. I politiken sympatiserade han med 1848 års rörelser.